# Acetildigossina
L'acetildigossina, o alfadigossina o desglucolanatoside C, è un glicoside cardioattivo derivato dalla Digitalis lanata. Si distingue dalla digossina per il migliore assorbimento enterico.
L’acetildigossina si ottiene da idrolisi enzimatica del digilanide o lanatoside C. Esiste nelle due forme alfa e beta a seconda della posizione del gruppo acetilico nella molecola (C-3 o C-4 del digitossosio in posizione finale).
Si presenta come cristalli insolubili in acqua, etere, cloroformio.
La forma alfa mostra un potere rotatorio specifico (luce del sodio riga D) di +18,9° (c=1 in piridina); la forma b di +30,4° (c=1,2 in etanolo).
L'identificazione in laboratorio avviene tramite esame TLC su piastre ricoperte di gel di silice G attivate a 120 °C per 45 minuti e dello spessore di 250 m; viene usato come eluente il benzene/etanolo (in rapporto 7/3) e come rilevante la luce UV. L'RF è pari a 0,75.
Trattata con una soluzione di p-anisaldeide all’1% in acido acetico contenente 1% di acido cloridrico, dà colorazione blu.

## Impiego
L’acetildigossina è impiegata nell’insufficienza cardiaca acuta e cronica, somministrata per via orale in compresse da 0,25 mg o in gocce (20 gocce = 0,25 mg) e per via intramuscolare o endovenosa. La posologia è di 0,4–1 mg al giorno.

## Effetti collaterali
Può causare anoressia, nausea, vomito, diarrea, confusione, disorientamento, cefalea, afasia, cromatopsia. Disturbi cardiaci da eccesso di digitalici (frequenza, conduzione e ritmo).
È controindicata in caso di fibrillazione e tachicardia ventricolare, blocco atrioventricolare di secondo e terzo grado, marcata bradicardia sinusale, ipersensibilità individuale già nota ai digitalici, trattamento contemporaneo con sali di calcio.
In caso di sovradosaggio è necessario indurre il vomito o praticare la lavanda gastrica, compensare il deficit di potassio ed eventualmente di magnesio, come per gli altri digitalici.